# Mainà de carpó gris
El mainà de carpó gris (Acridotheres melanopterus tertius; syn: Acridotheres tertius) és un tàxon d'ocell de la família dels estúrnids (Sturnidae), endèmic de l'illa de Bali. El seus hàbitats són les sabanes, els matollars subtropicals i tropicals secs i humits, els boscos tropicals i subtropicals de frondoses secs, les tarres llaurables i les pastures. El seu estat de conservació es considera en perill d'extinció.

## Taxonomia
Segons el Handook of the Birds of the World i la quarta versió de la BirdLife International Checklist of the birds of the world (desembre 2019), aquest tàxon tindria la categoria d'espècie. Tanmateix, altres obres taxonòmiques, com la llista mundial d'ocells del Congrés Ornitològic Internacional (versió 10.1, gener 2020), el consideren encara una subespècie del mainà alanegre (Acridotheres melanopterus tertius).
El mainà de carpó gris és semblant al mainà alanegre però té el dors gris i les ales encara més negres. Això també passa amb el mainà tricolor, que a vegades també es considera sub-espècie del mainà alanegre. La diferencia respecte el mainà tricolor és que el gris de la part posterior, en el cas del mainà de carpó gris, baixa fins a la cua.